# Firestarr
Firestarr è il primo album da solista di Fredro Starr cantante degli Onyx. È stato pubblicato il 23 gennaio 2001 dalla Koch Records.

## Tracce
1. Comin' at the Game – 1:24 (testo: F. Scruggs – musica: Ant Beats)
2. Dyin' 4 Rap – 3:24 (testo: F. Scruggs – musica: DaVinci, Fredro Starr)
3. What If – 4:36 (testo: F. Scruggs – musica: DaVinci, Fredro Starr)
4. Thug Warz (feat. Outlawz, backing vocals Sticky Fingaz) – 3:36 (testo: F. Scruggs, M.Beale, M. Greenridge – musica: DaVinci, Fredro Starr)
5. Perfect Bitch – 3:23 (testo: F. Scruggs – musica: Ant Beats)
6. Electric Ice (feat. X-1 & Mieva) – 2:47 (testo: F. Scruggs – musica: DaVinci, Fredro Starr)
7. Who F#!k Better – 3:34 (testo: F. Scruggs – musica: DaVinci, Fredro Starr)
8. Big Shots (feat. Sin; backing vocalas Begetz) – 3:29 (testo: F. Scruggs, Sin – musica: DaVinci, Fredro Starr)
9. Soldierz (feat. Sticky Fingaz & X-1) – 4:08 (testo: F. Scruggs, K. Jones – musica: DaVinci, Fredro Starr)
10. One Night (feat. Begetz, Ice-T & Versatile; backing vocals Mieva) – 3:13 (testo: F. Scruggs – musica: Ant Beats)
11. Dat Be Dem (feat. Begetz) – 3:53 (testo: F. Scruggs – musica: DaVinci, Fredro Starr)
12. Dyin' 4 Rap (Remix) (feat. Capone-N-Noreaga, Young Noble, Cuban Link) – 3:46 (testo: F. Scruggs, K. Holley, V. Santiago – musica: DaVinci, Fredro Starr; Scratches by DJ Hectic)
13. I Don't Wanna... (feat. Aaron Hall) – 5:05 (testo: F. Scruggs – musica: DaVinci, Fredro Starr)
14. America's Most – 1:20 (testo: F. Scruggs – musica: Ant Beats)
15. Shining Through (Remix) (feat. Sunshine) – 3:32 (testo: F. Scruggs, T. Kelly, F. Scruggs – musica: DaVinci, Fredro Starr; Remixed by Hector Delgado)

## Classifiche
| Classifica (2013)                    | Posizione massima |
| ------------------------------------ | ----------------- |
| Stati Uniti                          | 76                |
| Stati Uniti (Top R&B/Hip-Hop Albums) | 18                |
| Stati Uniti (Top Independent Albums) | 2                 |